# Mundo Nuevo
Mundo Nuevo es una localidad y distrito ubicada en el departamento Rivadavia de la provincia de Mendoza, Argentina. 
Se encuentra en el Norte del Departamento Rivadavia, y limita al norte y este con Junín, al sur con los distritos Ciudad y Santa María de Oro y al oeste con Ciudad.

## Toponimia
Poca seguridad se tiene sobre el origen de su denominación. Cuentan viejos pobladores, que en ese lugar residía, hace mucho tiempo, un señor llamado Balsamino Álvarez, quien habría manifestado a un grupo de vecinos de la villa San Isidro, cuando éstos le preguntaron dónde vivía y él les contestó que vivía en un mundo nuevo, es decir, en Mundo Nuevo. Esa respuesta, quizás, hacía clara referencia a lo hermoso del lugar y a la calidez y buen trato de sus habitantes.

## Geografía
El núcleo urbano principal es Mundo Nuevo en el centro del distrito y tiene relevancia la radicacion de industrias en límite con ciudad, sobre calle San Isidro.
El resto de su territorio esta totalmente cultivado por vides y frutales.
Es uno de los distritos más pequeños de Rivadavia con 3,35 km² y a la vez uno de los menos poblados con poco más de 1000 habitantes.

### Sismicidad
La sismicidad del área de Cuyo (centro oeste de Argentina) es frecuente y de intensidad baja, y un silencio sísmico de terremotos medios a graves cada 20 años.
Sismo de 1861aunque dicha actividad geológica catastrófica, ocurre desde épocas prehistóricas, el terremoto del 20 de marzo de 1861 (163 años) señaló un hito importante dentro de la historia de eventos sísmicos argentinos ya que fue el más fuerte registrado y documentado en el país. A partir del mismo la política de los sucesivos gobiernos mendocinos y municipales han ido extremando cuidados y restringiendo los códigos de construcción. Y con el terremoto de San Juan de 1944 del 15 de enero de 1944 (81 años) el gobierno sanjuanino tomó estado de la enorme gravedad sísmica de la región.
Sismo del sur de Mendoza de 1929muy grave, y al no haber desarrollado ninguna medida preventiva, mató a 30 habitantes
Sismo de 1985fue otro episodio grave, de 9 s de duración, derrumbando el viejo Hospital del Carmen de Godoy Cruz.